# Moraves
Ne doit pas être confondu avec Moldaves.

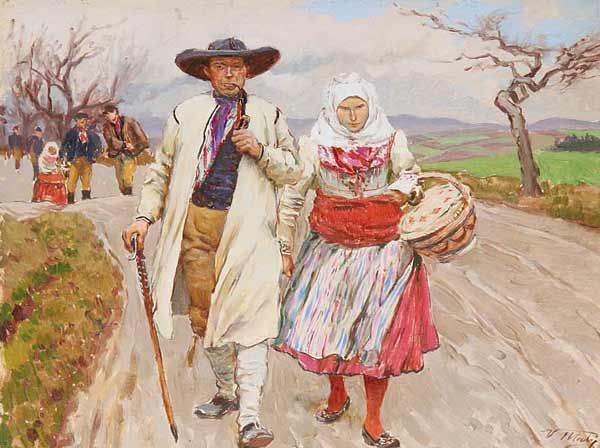
Peinture représentant un couple de Moraves dans leur tenue traditionnelle

Les Moraves sont, géographiquement les habitants la province de Moravie dans l'actuelle Tchéquie et font partie de la nation tchèque ; linguistiquement le tchèque parlé en Moravie présente plusieurs variétés dialectales  mais une caractéristique commune des dialectes moraves est l'utilisation plus fréquente de la première personne des verbes en -u : jsu en Moravie au lieu de jsem en Bohême, chcu en Moravie au lieu de chci en Bohême ; historiquement les « Moraves » sont les habitants de la Grande-Moravie et religieusement les adeptes, pas nécessairement tchèques, de l'église protestante de Moravie (aussi présente en Allemagne et ailleurs dans le monde).
Selon la constitution de la Tchéquie, le droit du sol et le droit international, les « Moraves » sont citoyens de la Tchéquie et selon les ethnologues ils sont membres de l'ethnie tchèque, mais certains Moraves attachés à leurs particularismes affirment être différents des Tchèques.
Au recensement tchécoslovaque de 1991, postérieur de peu à l'ouverture du rideau de fer, à la chute du mur de Berlin et à la « révolution de velours », le pourcentage des tchécoslovaques qui se déclarèrent « Moraves » fut de 13,2 %. La Moravie représentant environ un quart de la Tchécoslovaquie, cela implique qu'à ce moment, 40 % des habitants de la Moravie se considéraient comme une nation à part entière, sans pour autant vouloir se séparer de la Bohême.
Au recensement tchèque de 2000, parmi les citoyens tchèques, 3,7 % se sont déclarés « Moraves ».